# Điệp vụ Valkyrie
Điệp vụ Valkyrie (tựa tiếng Anh: Valkyrie) là một bộ phim điện ảnh Mỹ năm 2008 lấy bối cảnh tại Đức Quốc Xã trong Chiến tranh thế giới thứ hai. Nội dung phim mô tả kế hoạch ám sát Adolf Hitler và sử dụng Điệp vụ Valkyrie vào ngày 20 tháng 7 năm 1944 của các sĩ quan quân đội Đức nhằm kiểm soát đất nước. Điệp vụ Valkyrie do Bryan Singer đạo diễn cho hãng phim United Artists, với sự tham gia của Tom Cruise trong vai Đại tá Claus von Stauffenberg, một trong những người bày mưu chính, cùng với Kenneth Branagh, Bill Nighy, Eddie Izzard, Terence Stamp và Tom Wilkinson vào vai các nhân vật phụ.
Việc chọn Cruise vào vai diễn này đã dấy lên nhiều tranh luận giữa các nhà chính trị gia của Đức và các thành viên trong gia đình von Stauffenberg vì nam diễn viên có tham gia vào Khoa luận giáo. Cũng chính vì điều này, các nhà làm phim ban đầu gặp khá nhiều khó khăn trong việc tìm địa điểm quay phim tại Đức, nhưng sau đó họ cũng được cấp phép quay phim tại một số địa điểm, bao gồm tòa nhà phức hợp Bendlerblock ở Berlin. Báo chí và các nhà làm phim Đức ủng hộ bộ phim này và nội dung liên quan tới von Stauffenberg cũng tạo ra nhiều quan tâm dư luận.
Điệp vụ Valkyrie thay đổi lịch công chiếu khá nhiều lần, từ ngày 27 tháng 6 năm 2008 ban đầu, sang ngày 14 tháng 2 năm 2009. Việc đổi lịch chiếu liên tục cùng chiến dịch quảng cáo nghèo nàn của hãng United Artists khiến nhiều người lo ngại cho tình hình kinh doanh của hãng phim. Sau buổi chiếu thử thuận lợi, ngày công chiếu của Điệp vụ Valkyrie tại Bắc Mỹ được đẩy lùi đến ngày 25 tháng 12 năm 2008. Hãng United Artists thay đổi chiến lược quảng bá để giảm bớt tập trung vào hình ảnh Cruise và nhấn mạnh hơn vai trò đạo diễn của Singer. Bộ phim nhận được nhiều ý kiến trái chiều nhau tại cả Mỹ và Đức.

## Nội dung
Trong Thế chiến thứ hai, Đại tá Claus von Stauffenberg đang đóng quân ở Tunisia, anh suy nghĩ về vận mệnh của nước Đức nếu còn dưới sự lãnh đạo của Adolf Hitler. Những chiếc máy bay Anh bất ngờ bay đến bắn phá Quân đoàn châu Phi của Đức. Stauffenberg đã bị thương trong cuộc không kích và được đưa về Đức Quốc Xã. Sau đó anh được Tướng quân Friedrich Olbricht tuyển chọn vào tổ chức kháng chiến Đức bí mật chống lại Hitler. Trong tổ chức còn có Tướng quân Ludwig Beck, Tiến sĩ Carl Goerdeler, và Erwin von Witzleben.
Stauffenberg đưa ra ý tưởng về chiến dịch Valkyrie, sử dụng quân đội dự bị vào chuyện khẩn cấp quốc gia để kiểm soát đất nước. Nhóm đảo chính dự định sẽ hủy bỏ đế chế phát xít sau khi ám sát Hitler. Nhận ra rằng chỉ có Tướng quân Friedrich Fromm - người chỉ huy quân dự bị - mới có thể bắt đầu chiến dịch Valkyrie, nhóm đảo chính thuyết phục ông tham gia, nhưng ông từ chối.
Stauffenberg được lệnh ám sát cả Hitler và Heinrich Himmler ở khu căn cứ Hang Sói (Wolf's Lair). Anh thuyết phục Tướng quân Erich Fellgiebel cắt đứt liên lạc ở Hang Sói sau vụ ám sát. Ngày 15 tháng 7 năm 1944, Stauffenberg đem quả bom đến cuộc họp ở Hang Sói nhưng không hành động vì Himmler vắng mặt. Trong khi đó ở thủ đô Berlin, Olbricht cho huy động quân dự bị. Stauffenberg rời đi với quả bom và quân dự bị được lệnh rút về. Fromm đe dọa sẽ bắt giữ Olbricht và Stauffenberg nếu họ dám điều khiển quân dự bị lần nữa.
Ngày 20 tháng 7 năm 1944, Stauffenberg và Trung úy Werner von Haeften quay trở lại Hang Sói. Vì thời tiết nóng nên cuộc họp được tổ chức trong căn nhà có nhiều cửa sổ mở, sẽ làm giảm sức công phá của quả bom. Stauffenberg đặt cái cặp chứa quả bom gần chỗ Hitler trước khi đi ra ngoài. Tuy nhiên một sĩ quan đã đặt cái cặp qua chỗ khác, vô tình bảo vệ Hitler khỏi vụ nổ. Khi quả bom phát nổ, Stauffenberg tin rằng Hitler đã chết và nhanh chóng bỏ đi. Trước khi cắt đứt liên lạc, Fellgiebel đã nghe tin Hitler vẫn còn sống.
Stauffenberg quay về Berlin. Với chiến dịch Valkyrie đang tiến hành, nhóm đảo chính ra lệnh bắt giữ các thủ lĩnh Đảng Quốc Xã và các sĩ quan SS. Nhiều tin đồn tiết lộ rằng Hitler vẫn còn sống, nhưng Stauffenberg cho rằng đó chỉ là lời tuyên truyền của quân SS. Từ thông tin của Thống chế Wilhelm Keitel, Fromm biết được Hitler vẫn còn sống thật sự. Fromm từ chối tham gia nhóm đảo chính nên họ buộc phải giam giữ ông.
Thiếu tá Otto Ernst Remer của quân dự bị định bắt giữ Joseph Goebbels, nhưng dừng lại khi Goebbels cho anh nghe cuộc điện thoại của Hitler. Remer nhận ra rằng quân dự bị đã bị lợi dụng. Các sĩ quan SS được thả ra và nhóm đảo chính bị bắt giữ ngay tại tòa nhà Bendlerblock. Beck tự tử và các sĩ quan khác bị đem ra xử bắn. Hành động cuối cùng trước khi chết của Stauffenberg là hét lên "Nước Đức muôn năm".

## Diễn viên
- Tom Cruise vai Đại tá Claus von Stauffenberg, một sĩ quan cấp cao của Quân đội Dự bị (Ersatzheer), tham mưu trưởng của Đại tướng Friedrich Fromm, một trong những nhân tố quan trọng trong vụ ám sát Adolf Hitler.
- Kenneth Branagh vai Thiếu tướng Henning von Tresckow, sĩ quan Lục quân Đức Quốc Xã, Tham mưu trưởng Tập đoàn quân số 2, người giúp soạn thảo Chiến dịch Valkyrie (Unternehmen Walküre) cho một cuộc đảo chính chống lại Nội các Hitler.
- Bill Nighy vai Trung tướng Friedrich Olbricht, Tham mưu trưởng Văn phòng Dự bị Quân đội Đức Quốc Xã (Wehrersatzamt), cha đẻ của Chiến dịch Valkyrie.
- Terence Stamp vai Ludwig Beck, cựu Đại tướng quân đội Đức Quốc Xã, cựu Tổng tham mưu trưởng Bộ Tổng tư lệnh Lục quân (OKH), người được dự định sẽ trở thành Tổng thống Đức Quốc Xã nếu Chiến dịch Valkyrie thành công.
- Tom Wilkinson vai Đại tướng Friedrich Fromm, Tổng tư lệnh Quân đội Dự bị.
- Carice van Houten vai Nina von Stauffenberg, vợ của Đại tá Claus von Stauffenberg.
- Jamie Parker vai Trung úy Werner von Haeften, sĩ quan phụ tá của Claus von Stauffenberg.
- Kevin McNally vai Tiến sĩ Carl Goerdeler, cựu Thị trưởng Leipzig, người dự tính sẽ trở thành Thủ tướng Đức Quốc Xã nếu Chiến dịch Valkyrie thành công.
- Thomas Kretschmann vai Thiếu tá Otto Ernst Remer, Tiểu đoàn trưởng của một đơn vị thuộc Trung đoàn Bộ binh Großdeutschland.
- David Schofield vai Thống chế Erwin von Witzleben, cựu Tổng tư lệnh OB West, người dự tính sẽ trở thành Tổng tư lệnh của các lực lượng vũ trang Đức Quốc Xã nếu Chiến dịch Valkyrie thành công.
- Christian Berkel vai Đại tá Albrecht Ritter Mertz von Quirnheim, Tham mưu trưởng Văn phòng Lục quân Đức Quốc Xã ở Berlin
- Eddie Izzard vai Trung tướng Erich Fellgiebel, Cục trưởng Cục Thông tin-Liên lạc của Bộ Chỉ huy Tối cao Quân lực Đức, phụ trách việc liên lạc tại Hang Sói (Wolfsschanze).
- Halina Reijn vai Margarethe von Oven, một thư ký làm việc tại Tổng hành dinh Cụm tập đoàn quân Trung tâm Đức Quốc Xã ở Bendlerblock.
- Matthew Burton vai Trung tướng Adolf Heusinger, Tổng tham mưu trưởng Lục quân Đức Quốc Xã.
- Tom Hollander vai Đại tá Heinz Brandt, thư ký của Trung tướng Adolf Heusinger, người được cho là đã gián tiếp cứu mạng Hitler nhờ việc kéo chiếc vali chứa bom vào chân bàn.
- David Bamber vai Quốc trưởng Adolf Hitler
- Harvey Friedman vai Tiến sĩ Joseph Goebbels, Bộ trưởng Bộ Giác ngộ quần chúng và Tuyên truyền của Đức Quốc Xã.
- Kenneth Cranham vai Thống chế Wilhelm Keitel, Chỉ huy trưởng Bộ Chỉ huy Tối cao Quân lực Đức.
- Werner Daehn vai Thiếu tá Ernst John von Freyend, sĩ quan phụ tá của Thống chế Wilhelm Keitel.
- Matthias Freihof vai Heinrich Himmler, Thống chế SS của Schutzstaffel.
- Gerhard Haase-Hindenberg vai Hermann Göring, Chủ tịch Quốc hội Đức Quốc Xã, Tư lệnh Không quân Đức Quốc Xã.
- Anton Algrang vai Albert Speer, Bộ trưởng Khí tài và Vũ trang Đức Quốc Xã.
- Helmut Stauss vai Roland Freisler, Chủ tịch Tòa án Tối cao Đức Quốc Xã, Bộ trưởng Bộ Tư Pháp Đức Quốc Xã.
- Bernard Hill vai một vị tướng Đức, cấp trên của Stauffenberg ở Mặt trận Tunisia. Dù tên ông không được đề cập trong phim, chỉ huy trưởng của Sư đoàn Panzer số 10, đơn vị của Stauffenberg ở Bắc Phi, là Thiếu tướng Friedrich Freiherr von Broich.
- Philipp von Schulthess vai thư ký của Thiếu tướng Henning von Tresckow. Nhân vật này được phủ vai bởi cháu trai của Claus von Stauffenberg.
- Chris Larkin vai Trung sĩ Helm